# ジャン・ジャック・ルクー

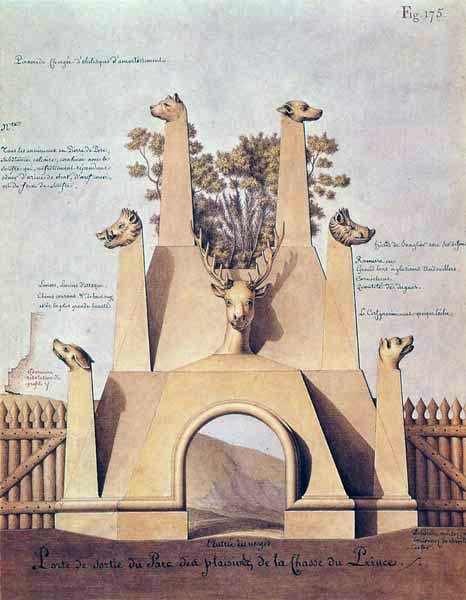
狩猟場の門の構想図

ジャン・ジャック・ルクー（Jean-Jacques Lequeu, 1757年9月4日 - 1826年3月28日）はフランス革命期の建築家。実作はほとんど知られていないが、数多くの図面（建築計画案）を遺した。

## 経歴
ルーアンに生まれ。パリへ行くための奨学金を手に入れ、1779年、パンテオンの設計で知られるジャック＝ジェルマン・スフロ(Jacques-Germain Soufflot)に弟子入りをした。スフロは既に高齢、病身であったが、スフロの紹介でアカデミーに入学し、またスフロの甥とともにアトリエで働いた。その後、イタリア旅行に行ったり、いくつかの建築に携わり、順調に建築家の道を歩いた。
フランス革命後、ルクーは全財産を失い、設計の機会もなくなった。地籍調査局で働き（1793-1801年）、次いで内務省で地図の作成に当たり（1801-1815）、退職後は恩給生活に入った。晩年の作品として、1814年の王立劇場計画案が残っている。

## 評価
エミール・カウフマンの『三人の革命的建築家　ブレ、ルドゥー、ルクー』（Three revolutionary architects 1952年、邦訳は中央公論美術出版）によって20世紀の近代建築の先駆的な存在として評価されるようになった。